# Ondrejovce
Ondrejovce (ungarisch Endréd oder Barsendréd) ist eine Gemeinde im Westen der Slowakei mit 425 Einwohnern (Stand 31. Dezember 2024), die zum Okres Levice, einem Teil des Nitriansky kraj, gehört.

## Geographie
Die Gemeinde befindet sich am Osthang des Hügellands Hronská pahorkatina im Ostteil des slowakischen Donautieflands, im weiten Tal des unteren Hron. Das Ortszentrum liegt auf einer Höhe von 163 m n.m. und ist 17 Kilometer von Levice entfernt.
Nachbargemeinden sind Bajka im Norden, Tekovský Hrádok im Nordosten, Turá im Osten, Tekovské Lužany im Süden und Dolný Pial im Westen.

## Geschichte

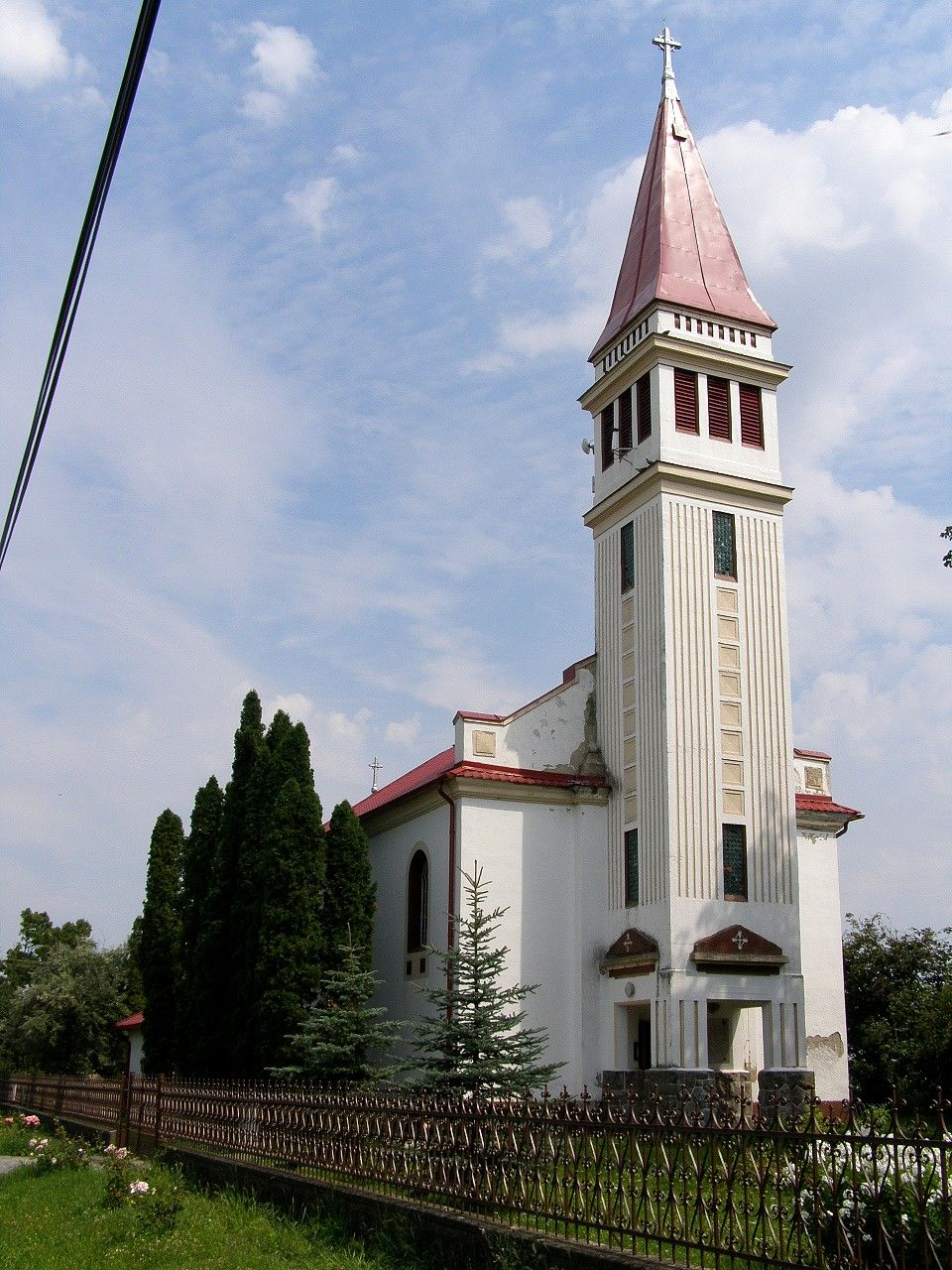
Kirche in Ondrejovce

Die heutige Gemeinde entstand 1893 durch Zusammenschluss der vorher selbständigen Orte Malé Ondrejovce (ungarisch Kisendréd), Veľké Ondrejovce (ungarisch Nagyendréd) und Držľany (ungarisch Derezslény).
Veľké Ondrejovce wurde zum ersten Mal 1260 als Endred schriftlich erwähnt und war Besitz des örtlichen Landadels, während der Herrschaft von Matthias Corvinus erhielt die Familie Zobony den Besitz. Im 17. Jahrhundert wurde der Ort von den Türken verwüstet, als Besitzer wurde die Familie Hunyady genannt, gefolgt von den Familien Litassy, Botka und Simony im 18. Jahrhundert. 1536 gab es vier Porta, 1601 standen 21 Häuser und zwei Landsitze im Ort, 1720 wohnten hier acht Steuerzahler, 1828 zählte man 49 Häuser und 432 Einwohner, die als Landwirte beschäftigt waren.
Malé Ondrejovce wurde ersturkundlich 1286 als due ville Endred erwähnt und war Besitz des Landadels aus Ondrejovce sowie teilweise der Familien Dombay und Rudnyánszky im 18. Jahrhundert. 1535 gab es eine Porta, 1601 standen 13 Häuser im Ort, 1715 wohnten hier 10 Steuerzahler, 1828 zählte man 30 Häuser und 202 Einwohner.
Držľany taucht erstmals im Jahr 1394 als Dereslyen auf und war ebenfalls Besitz des örtlichen Landadels sowie teilweise der Familie Litassy im 17. Jahrhundert. 1536 gab es eine Porta, 1715 vier Steuerzahler, 1828 zählte man 25 Häuser und 171 Einwohner.
Bis 1918 gehörte der im Komitat Bars liegende Ort zum Königreich Ungarn und kam danach zur Tschechoslowakei beziehungsweise heute Slowakei. Auf Grund des Ersten Wiener Schiedsspruchs lag er 1938–1945 noch einmal in Ungarn.

## Bevölkerung
| Jahr                | 1994 | 2004    | 2014    | 2024    |
| ------------------- | ---- | ------- | ------- | ------- |
| Anzahl der Personen | 457  | 465     | 467     | 425     |
| Unterschied         |      | +1,75 % | +0,43 % | −8,99 % |

| Jahr                | 2023 | 2024    |
| ------------------- | ---- | ------- |
| Anzahl der Personen | 445  | 425     |
| Unterschied         |      | −4,49 % |

Nach der Volkszählung 2011 wohnten in Ondrejovce 470 Einwohner, davon 294 Slowaken, 126 Magyaren und fünf Roma. 45 Einwohner machten keine Angabe zur Ethnie.
344 Einwohner bekannten sich zur römisch-katholischen Kirche, jeweils 14 Einwohner zur Evangelischen Kirche A. B. und zur reformierten Kirche, vier Einwohner zu den christlichen Gemeinden sowie jeweils ein Einwohner zu den Brethren, zur evangelisch-methodistischen Kirche und zur jüdischen Gemeinde. 45 Einwohner waren konfessionslos und bei 46 Einwohnern wurde die Konfession nicht ermittelt.

## Bauwerke

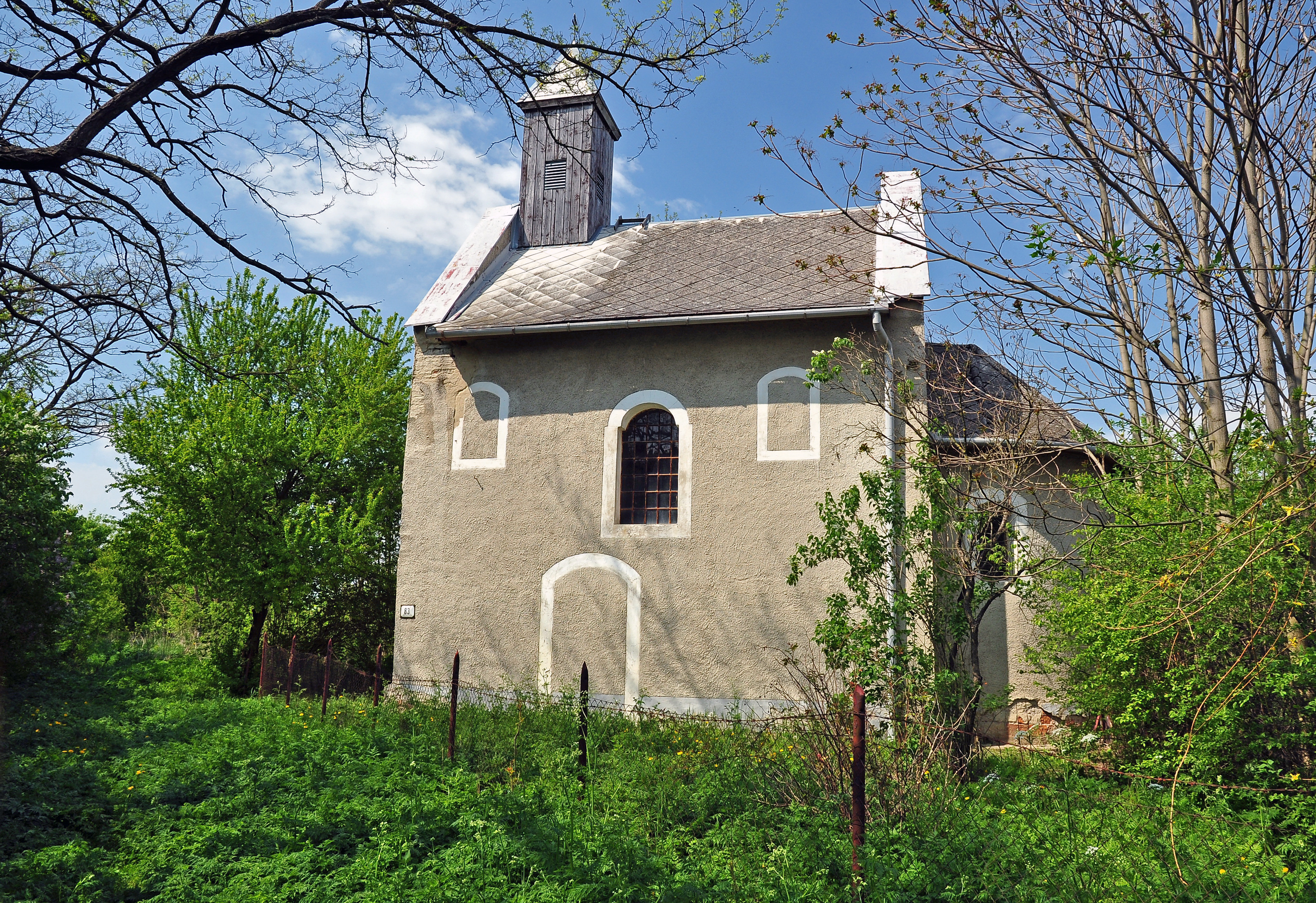
Kapelle

- römisch-katholische Andreaskirche, ursprünglich gotische Kirche aus dem 14. Jahrhundert, 1753 umgebaut und barock gestaltet
- Kapelle Mariä Heimsuchung aus dem frühen 18. Jahrhundert
- zwei Landschlösser im klassizistischen Stil aus dem frühen 19. Jahrhundert
- fünf Landsitze im klassizistischen Stil aus der ersten Hälfte des 19. Jahrhunderts